# Clorofosfato de dietila
Clorofosfato de dietila ou 1-[cloro(etóxi)fosforil]oxietano é o composto orgânico, o éster de dietila do ácido clorofosfórico, de fórmula química C4H10ClO3P e massa molecular 172,5478. É classificado com o número CAS 814-49-3.
O produto pode ser sintetizado a partir de uma mistura de tricloreto de fósforo (PCl3), álcool anidro (EtOH) e tetracloreto de carbono (CCl4), com trietilamina (Et3N) de catalisador.